# Jean Robert Argand
Jean-Robert Argand sau Jean Robert Argand (n. 18 iulie 1768, Geneva, Republica Geneva⁠(d) – d. 13 august 1822, Paris, Restaurația franceză) a fost un matematician amator francez. În 1806, în timp ce era proprietar al unei librării în Paris, a publicat ideea reprezentării și, deci a interpretării geometrice a numerelor complexe, cunoscută astăzi sub numele de Diagrama Argand. 

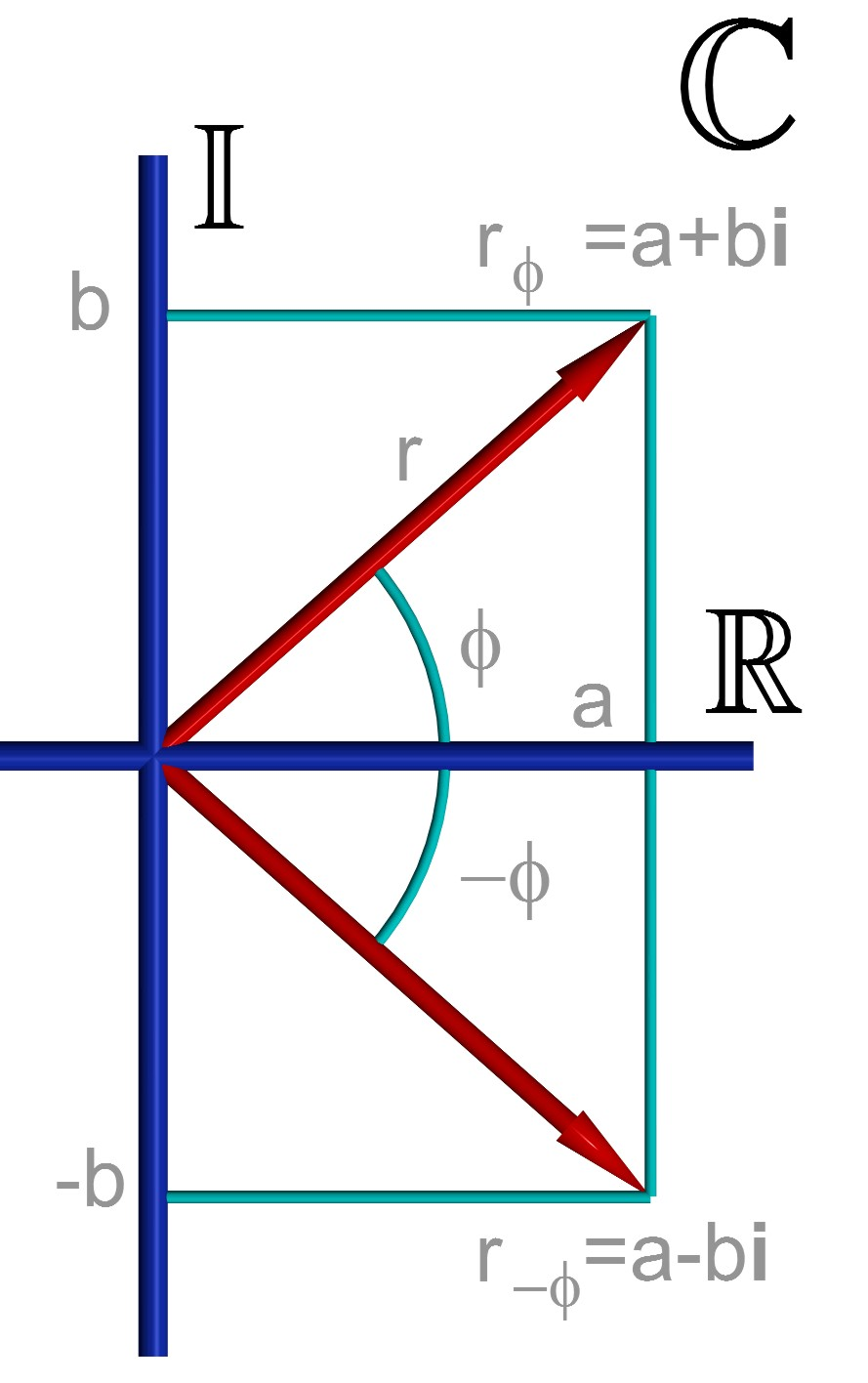
Reprezentarea unui număr complex

Planul complex este câteodată denumit și plan Argand, conform diagramelor Argand. Deși crearea sa este în general atribuită lui Argand, totuși matematicianul și topograful norvegiano - danez Caspar Wessel este cel care, strict cronologic, a publicat primele rezultate concrete de această factură în 1799. Întrucât lucrarea lui Wessel a trecut practic neobservată la timpul respectiv, atât Jean-Robert Argand cât și Carl Friedrich Gauss pot fi creditați, alături de Caspar Wessel ca și "co-inventatori" ai reprezentării numerelor complexe în plan. 
Cea mai importantă operă a sa este: Essai sur une manière de représenter les quantités imaginaire dans les constructions mathématiques (Paris, 1874), lucrare rămasă necunoscută mult timp.